# Jan Ditmeijer
Johannes (Jan) Ditmeijer (Amsterdam, 10 augustus 1928 – Laren (Noord-Holland), 18 februari 2022) was een Nederlands voetballer en operazanger. 

## Loopbaan
Ditmeijer speelde tussen 1951 en 1954 twee seizoenen bij AFC Ajax als rechtsbuiten. Van zijn debuut in het kampioenschap op 9 september 1951 tegen VSV tot zijn laatste wedstrijd op 25 april 1954 tegen Haarlem speelde hij in totaal elf wedstrijden en scoorde vijf doelpunten in het eerste elftal van Ajax.
Na zijn voetballoopbaan werd Ditmeijer operazanger (lyrische tenor). In 1961 won hij de internationale zangconcours in Verviers.

## Voetbalstatistieken
| Club  | Seizoen | Competitie | Competitie | Beker | Beker | Totaal | Totaal |
| Club  | Seizoen | Wed.       | Dlp.       | Wed.  | Dlp.  | Wed.   | Dlp.   |
| ----- | ------- | ---------- | ---------- | ----- | ----- | ------ | ------ |
| Ajax  | 1951/52 | 2          | 2          | -     | -     | 2      | 2      |
| Ajax  | 1953/54 | 9          | 3          | -     | -     | 9      | 3      |
| Total | Total   | 11         | 5          | -     | -     | 11     | 5      |

## Privéleven
Ditmeijer had twee broers en een zus. Zijn oudere broer Gerrit (1914-1994) speelde voor DWS en De Spartaan. Jan Ditmeijer overleed op 18 februari 2022 op 93-jarige leeftijd.